# Johann Mantel II.
Johann Mantel II. (* um 1495 in Cottbus; † November 1542 in Wittenberg) war ein deutscher lutherischer Theologe der Reformationszeit.

## Leben
Gebürtig in Cottbus kam er vom Kloster auf dem Oybin mit elf Mönchen 1516 in das vom Herzog Georg dem Bärtigen gegründeten Cölestinerkloster auf der Festung Königstein und wurde später Prior. Von dort floh er 1523 unter der Vorgabe in Ordensangelegenheiten eine Reise zu unternehmen nach Wittenberg, wo er Diakon wurde. Martin Luther wollte ihn im Mai 1524 nach Preußen vermitteln. Jedoch heiratete er am 8. Januar 1525 in Wittenberg und wurde Lektor der Stadtkirche. Am 8. August sandte ihn Luther nach Mühlhausen, wo er eine Zeit lang tätig war.
Er kehrte nach Wittenberg zurück, um ein Studium aufzunehmen und ließ sich dort am 17. April 1528 immatrikulieren. Im Wittenberger Pestjahr 1527 bezog Mantels Familie das geschützt liegende Haus von Justus Jonas, da dieser Zuflucht bei Michael Meyenburg in Nordhausen gesucht hatte. Aber die Pest machte auch vor Mantels Familie nicht halt. Anfang Mai 1528 als Johannes Bugenhagens ältester Sohn Michael starb, starb am gleichen Tage auch Mantels Sohn.
1530 begleitete er Philipp Melanchthon nach Görlitz, um dort Verhandlungen über die Verheiratung des dortigen Pfarrers zu führen. 1537 war er Archidiakon der Hauptkirche seiner Heimatstadt Cottbus. Im Oktober 1539 erkrankte er schwer und kehrte nach Wittenberg zurück. Luther schrieb ihm einen Trostbrief. Ende März 1541 bis Mai war er in Brandenburg, wo ihn der Rat als Prediger annehmen wollte. Im Juli oder August hatte seine Tochter Hochzeit, wozu ihm der Kurfürst zehn Gulden schenkte. 1542 im April und Mai war er wieder schwer erkrankt und verstarb. 1543 bat Luther für seine Witwe beim Kurfürsten um Unterstützung. Sie lebte noch am 3. Juli 1545.